# Катунино (Воскресенский район)
Кату́нино — деревня в Воскресенском муниципальном районе Московской области. Входит в состав сельского поселения Фединское. Население — 11 чел. (2010).

## География
Деревня Катунино расположена в юго-западной части Воскресенского района, примерно в 4 км к западу от города Воскресенска. Высота над уровнем моря 148 м. Через деревню протекает река Мелехов Овраг. К деревне приписано СНТ Катунино. Ближайший населённый пункт — деревня Ратмирово.

## Название
Название связано с некалендарным личным именем Катуня.

## История
В 1926 году деревня входила в Ратмировский сельсовет Мячковской волости Коломенского уезда Московской губернии.
С 1929 года — населённый пункт в составе Воскресенского района Коломенского округа Московской области, с 1930-го, в связи с упразднением округа, — в составе Воскресенского района Московской области.
До муниципальной реформы 2006 года Катунино входило в состав Ратчинского сельского округа Воскресенского района.

## Население
В 1926 году в деревне проживало 247 человек (111 мужчин, 136 женщин), насчитывалось 50 крестьянских хозяйств. По переписи 2002 года — 34 человека (16 мужчин, 18 женщин).
| 1926 | 2002 | 2010 |
| ---- | ---- | ---- |
| 247  | ↘34  | ↘11  |